# Hitman : Les Coulisses du manga
Pour les articles homonymes, voir Hitman.
Hitman : Les Coulisses du manga (ヒットマン, Hittoman) est une série de manga écrite et dessinée par Kōji Seo. La série se déroule dans le même univers que plusieurs autres séries de l'auteur, dont Suzuka, Kimi no iru machi et Fūka ; l'histoire suit la vie de Kenzaki Ryūnosuke alors qu'il devient éditeur de mangas et vise à faire de l'auteure Takanashi Tsubasa l'auteur numéro un au Japon.
Le manga est prépubliée dans le magazine Weekly Shōnen Magazine de Kōdansha entre le 20 juin 2018 et le 18 février 2021. La version française est publiée par Pika Édition depuis septembre 2020.

## Intrigue
Ryūnosuke Kenzaki, fraîchement diplômé de Tōdai, est sur le point de passer un entretien chez Kōdansha quand il trouve et lit un name (ja) (un brouillon d'un manga) proposé. Tsubasa Takanashi le trouve et lui reprend le brouillon avant de le gronder mais ce dernier lui répond qu'il a trouvé ce manga vraiment intéressant. Ryūnosuke est embauché et reçoit plus tard un appel d'un mangaka aspirant qui souhaite soumettre un name. L'auteur est en fait Tsubasa et elle lui révèle que le name qu'il avait lu juste avant son entretien était le sien. Elle lui a raconté qu'elle n'a pas passé son entretien parce qu'il lui avait dit que son manga était intéressant et qu'il doit maintenant en prendre la responsabilité. Il annonce qu'il fera d'elle la numéro un des mangaka au Japon. Alors que Ryūnosuke devient l'éditeur d'un certain nombre d'auteurs et s'améliore en tant qu'éditeur, Tsubasa et lui continuent de surmonter ensemble divers obstacles pour atteindre leur objectif dans un secteur très compétitif.

## Personnages

### Personnages principaux
Ryūnosuke Kenzaki (剣埼 龍之介, Kenzaki Ryūnosuke)
Le protagoniste de la série. Il commence à travailler en tant qu'éditeur pour le Weekly Shōnen Magazine après être diplômé de Tōdai. Il devient l'éditeur de Tsubasa Takanashi après l'avoir rencontrée alors qu'il est sur le point de passer un entretien, s'engageant à faire d'elle la mangaka la plus connue au Japon. Il devient également l'éditeur de Shiori Amaya et de Nanoka Shimakaze, deux auteurs populaires. Akira Natsume lui sert de mentor, cependant, Taishi Nakata le remplace lorsque Ryūnosuke commence à travailler pour la première fois alors qu'Akira est en vacances. Ses parents possèdent un onsen à Izu ; quand il était enfant, c'est là-bas qu'il a vu les éditeurs du Weekly Shōnen Magazine célébrer d'être le numéro un en termes de tirage et a décidé qu'il voulait devenir éditeur de mangas.
Tsubasa Takanashi (小鳥遊 翼, Takanashi Tsubasa)
L'héroïne de la série. Après que Ryūnosuke ait déclaré que son name (ja) est intéressant alors qu'il était sur le point de passer son entretien pour devenir éditeur, elle décide de ne pas aller à son propre entretien et de devenir une mangaka à la place. Quand elle revient pour soumettre son name, Ryūnosuke devient son éditeur. Elle égalise pour la première place dans le concours des nouveaux arrivants avec son manga Love Letter (ラブレター, Rabu Retā). Cependant, quand il est publié, il ne fait pas aussi bien que Soul:Green, le manga avec lequel il est lié et sa publication est rapidement écourtée. Elle le retravaille comme un manga court et parvient à être publié de nouveau, faisant ses débuts à la troisième place dans les sondages auprès des lecteurs. Elle est la fille du célèbre auteur de mangas Masato Katsuragi et veut le surpasser comme une forme de vengeance pour avoir négligé sa famille en faveur de son travail. Après la mort de sa mère, sa grand-mère l'a durement élevée. Elle fait preuve de jalousie et est compétitive lorsque les autres auteurs féminins interagissent avec Ryūnosuke.
Shiori Amaya (天谷 栞, Amaya Shiori)
Elle est une mangaka à succès dont la série, Kirigakure-san wa shinobanai! (霧隠れさんは忍ばない！), est initialement éditée par Akira et il l'utilise pour conseiller Ryūnosuke. Shiori agit également en tant que mentor pour Tsubasa, l'embauchant comme assistante afin qu'elle puisse améliorer ses compétences d'illustratrice. Lorsque Ryūnosuke prend la relève d'Akira, elle se classe pour la première fois au premier rang des sondages auprès des lecteurs. Elle a des sentiments pour Akira. Elle est aussi un personnage qui apparaît dans Kimi no iru machi.
Nanoka Shimakaze (島風 奈佳, Shimakaze Nanoka)
Nanoka est aussi une mangaka à succès. Elle a commencé sa série, Shakunetsu no onigami (灼熱の鬼神), dans le Monthly Shōnen Sirius à l'âge de 16 ans. Sa série a duré deux ans et comptabilise plus d'un million de volumes édités. Nanoka est ensuite transférée au Weekly Shōnen Magazine pour commencer sa nouvelle série, King's Knight, avec Ryūnosuke devenant son nouvel éditeur. Elle abandonne le lycée peu de temps avant la remise des diplômes et s'installe dans l'appartement à côté de celui de Ryūnosuke pour se concentrer sur son travail. King's Knight fait ses débuts à la deuxième place des sondages auprès des lecteurs. Elle a le béguin pour Ryūnosuke et voit Takanashi comme une rivale.

### Personnages secondaires
Akira Natsume (夏目 晶, Natsume Akira)
Akira est un éditeur confirmé servant de mentor pour Ryūnosuke. Il est spécialisé dans la finalisation de mangas qui peuvent être annulés. Il était l'éditeur de Shiori Amaya sur Kirigakure-san wa shinobanai! pendant cinq ans ; il confie la série à Ryūnosuke lorsqu'il se voit attribuer trois auteurs populaires provenant d'autres sociétés à la condition de travailler avec lui. Il est l'un des trois employés restants qui se souviennent du temps où le Weekly Shōnen Magazine était numéro un en termes de tirage et était au voyage de célébration à l'auberge Kenzaki.
Hiroto Asama (浅間 大翔, Asama Hiroto)
Hiroto commence à travailler pour le Weekly Shōnen Magazine en même temps que Ryūnosuke et sert de rival. Une série qu'il édite, Soul:Green, égalise avec Love Letter de Tsubasa pour remporter le Prix des nouveaux arrivants. La publication de son manga débute après être mieux reçu dans les sondages auprès des lecteurs. Il travaille avec Shinji Hōjo pour recruter les trois auteurs populaires d'autres magazines lorsque Shinji rejoint la société. Son mentor est Kenji Natori.
Shinji Hōjo (北条 伸時, Hōjo Shinji)
Shinji est initialement l'éditeur en chef du Monthly Shōnen Sirius, mais prend la relève en tant qu'éditeur en chef du Weekly Shōnen Magazine après le transfert de Rentarō Yamashirō. Il n'aime pas Tsubasa et est opposé à la publication de son travail. Il amène avec lui deux vice-éditeurs en chef du Monthly Shōnen Sirius, Unono Tsuyoshi et Agama Tetsuya.
Kazutake Yagami (八神 千虎, Yagami Kazutake)
L'éditeur en chef adjoint et l'un des quatre meilleurs éditeurs en chef du Weekly Shōnen Magazine. Il est l'un des trois employés restants qui se souviennent de l'époque où le magazine était numéro un en termes de tirage et était au voyage de célébration à l'auberge Kenzaki. Alors que Ryūnosuke commence à devenir un éditeur qui a plus de succès, il l'aide à obtenir des opportunités pour Tsubasa malgré les objections de Shinji.
Rentarō Yamashirō (山城 廉太郎, Yamashirō Rentarō)
Rentarō Yamashirō est l'éditeur en chef du Weekly Shōnen Magazine. Il est l'un des trois employés restants qui se souviennent du temps où le magazine était numéro un en termes de tirage et était au voyage de célébration à l'auberge Kenzaki. Il donne à Ryūnosuke une note de « A » à son entretien d'embauche car il décrit le chapitre exact de son manga préféré lorsqu'il était numéro un dans le classement du sondage auprès des lecteurs, bien qu'il ait été annulé plus tard. Il est transféré au Young Magazine et est remplacé par Shinji Hōjo.
Mio Kawaguchi (川内 美緒, Kawaguchi Mio)
Elle est une amie d'université de Ryūnosuke qui travaille pour la même entreprise en tant qu'éditrice du magazine de mode ViVi (ja). Son mentor est Miyabi Wakatsuki.

### Autres
Masato Katsuragi (桂木 マサト, Katsuragi Masato)
Auteur de Touch Up (タッチアップ, Tatchiappu) et Traveling (トラベリング, Toraberingu), dont la première série était fréquemment le numéro un dans le sondage auprès des lecteurs. Il est le père de Tsubasa, mais après la mort de sa femme, il l'a envoyée vivre avec la famille de sa mère.
Aiko Wakatsuki (若月 藍子, Wakatsuki Aiko)
Aiko est une éditrice confirmée du ViVi. Elle est en couple avec Kazutake Yagami.
Taishi Nakata (仲田 帝士, Nakata Taishi)
Éditeur et collègue de Ryūnosuke, il l'a aidé à ses débuts durant l'absence d'Akira. Le personnage est basé sur le véritable éditeur de la série.
Kazuhiko Otoguro (乙黒 和彦, Otoguro Kazuhiko)
Otoguro est un éditeur et un collègue de Ryūnosuke.
Kenji Natori (名取 賢治, Natori Kenji)
Kenji est un éditeur confirmé et un des quatre meilleurs du Weekly Shōnen Magazine.
Miyabi Watanuki (綿貫 雅, Watanuki Miyabi)
Miyabi est une éditrice confirmée et une des quatre meilleurs du Weekly Shōnen Magazine ; elle est la seule éditrice du magazine.
Naoki Fushimi (伏見 直樹, Fushimi Naoki)
Naoki est un éditeur confirmé et un des quatre meilleurs du Weekly Shōnen Magazine.

## Manga
Après la conclusion de Fûka en avril 2018, le magazine de prépublication de shōnen manga le Weekly Shōnen Magazine a annoncé fin mai 2018 que Kōji Seo prévoit de lancer une 5e série dans le même magazine sous le titre provisoire de Henshūsha Kenzaki Ryūnosuke (編集者 剣埼龍之介, litt. « Ryūnosuke Kenzaki, l'éditeur »),. L'auteur a révélé qu'il s'agissait d'une « fiction basée sur une expérience réelle ». Dans une autre interview, il ajoute qu'il cherchait « à dessiner une romance adulte dans ce travail ».
Hitman est ainsi lancée dans le 29e numéro de 2018 du magazine, paru le 20 juin 2018. Le 127e et dernier chapitre est publié dans le 12e numéro de 2021 du magazine, paru le 18 février 2021, dans lequel l'auteur a également lancé sa nouvelle série Goddesses Cafe Terrace (女神のカフェテラス),. Les chapitres sont rassemblés et édités dans le format tankōbon par Kōdansha avec le premier volume publié en mai 2018 ; la série comptera au total treize volumes tankōbon.
En février 2020, Pika Édition a annoncé l'acquisition de la licence du manga pour la version française sous le nom Hitman : Les Coulisses du manga dans sa collection Pika Shônen, et dont le premier volume est sorti en septembre 2020. Tong Li Publishing publie la série en chinois traditionnel depuis février 2020.

### Liste des volumes
| no | Japonais           | Japonais                                                                  | Français          | Français          |
| no | Date de sortie     | ISBN                                                                      | Date de sortie    | ISBN              |
| --- | ------------------ | ------------------------------------------------------------------------- | ----------------- | ----------------- |
| 1 | 17 octobre 2018    | 978-4-06-513087-2                                                         | 16 septembre 2020 | 978-2-8116-5059-9 |
| Liste des chapitres : - Chapitre 1 : Ryūnosuke Kenzaki (剣埼龍之介, Kenzaki Ryūnosuke) - Chapitre 2 : Le bateau et le phare (船と灯台, Fune to tōdai) - Chapitre 3 : Natsume (指導社員, Shidō shain) - Chapitre 4 : Un sens inné (天性の嗅覚, Tensei no kyūkaku) - Chapitre 5 : Le temps de la réflexion (考えて描く, Kangaete egaku) - Chapitre 6 : La rédaction de « Shōnen Magazine » (週刊少年マガジン編集部, Shūkan Shōnen Magajin henshūbu) - Chapitre 7 : Remise de prix (新人賞授賞式, Shinjinshō jushōshiki) |                    |                                                                           |                   |                   |
| 2 | 17 décembre 2018   | 978-4-06-513492-4                                                         | 18 novembre 2020  | 978-2-8116-5657-7 |
| Liste des chapitres : - Chapitre 8 : Promesse et souvenirs du passé (過去と誓い, Kako to chikai) - Chapitre 9 : Un verre entre collègues (同期の関係, Dōki no kankei) - Chapitre 10 : L'épilogue (アトヒキ, Atohiki) - Chapitre 11 : Enquête d'opinion (読者アンケート, Dokusha ankēto) - Chapitre 12 : Renvoi d'ascenseur (恩返し, Ongaeshi) - Chapitre 13 : Un bien des plus précieux (大切な商品, Taisetsuna shōhin) - Chapitre 14 : Si nous étions dans une romcom... (ラブコメなら…, Rabu komenara…) - Chapitre 15 : Le désir d'être n°1 (日本一の夢, Nipponichi no yume) - Chapitre 16 : Un évènement innatendu (青天の霹靂, Seitennohekireki) - Chapitre 17 : Trois raisons (３つの理由, Mittsu no riyū) |                    |                                                                           |                   |                   |
| 3 | 15 mai 2019        | 978-4-06-514448-0                                                         | 20 janvier 2021   | 978-2-8116-5834-2 |
| Liste des chapitres : - Chapitre 18 : La flèche de la contre-attaque (反撃の矢, Hangeki no ya) - Chapitre 19 : Négociations directes (直談判, Jikadanpan) - Chapitre 20 : Nanoka Shimakaze (島風奈佳, Shimakaze Nanoka) - Chapitre 21 : Injustice (ずるいですよ, Zuruidesuyo) - Chapitre 22 : Prier pour un hit (ヒット祈願, Hitto kigan) - Chapitre 23 : Jugement et décision (覚悟と決断, Kakugo to ketsudan) - Chapitre 24 : La guerre du yakiniku (焼き肉の乱, Yakiniku no ran) - Chapitre 25 : L'art et la manière (そんなやり方, Sonna yaritaka) - Chapitre 26 : Les intentions de Natsume (夏目の真意, Natsume no shini) - Chapitre 27 : De toute son âme (魂を込めて, Tamashī o komete) |                    |                                                                           |                   |                   |
| 4 | 17 mai 2019        | 978-4-06-515141-9                                                         | 17 mars 2021      | 978-2-8116-5948-6 |
| Liste des chapitres : - Chapitre 28 : Une bataille décisive (天下分け目, Tenkawakeme) - Chapitre 29 : Héroïne secondaire (サブヒロイン, Sabu hiroin) - Chapitre 30 : La valeur d'un éditeur (編集者の評価, Henshūsha no hyōka) - Chapitre 31 : Résultats et isolement (結果と孤立, Kekka to koritsu) - Chapitre 32 : Les tourments de Tsubasa (翼の悩み, Tsubasa no nayami) - Chapitre 33 : Le feu aux poudres (取材と火種, Shuzai to hidane) - Chapitre 34 : Devoir de responsabilité (責任を負うこと, Sekinin o ō koto) - Chapitre 35 : Hasard et négociation (偶然と交渉術, Gūzen to kōshō-jutsu) - Chapitre 36 : Le grand amour d'Asuka (明日香の大恋愛, Asuka no dai renai) - Chapitre 37 : Avec mes propres mots (自分の言葉で, Jibun no kotoba de) |                    |                                                                           |                   |                   |
| 5 | 17 septembre 2019, | 978-4-06-515728-2 (édition standard) 978-4-06-517121-9 (édition spéciale) | 19 mai 2021       | 978-2-8116-6102-1 |
| EXTRA : Au Japon, l'édition limitée est comprise avec un livret spécial.Liste des chapitres : - Chapitre 38 : L'avis du net (ネットの感想, Netto no kansō) - Chapitre 39 : L'amour des fans (ファンの想い, Fuan no omoi) - Chapitre 40 : Shikishima transformée (敷島の変化, Shikishima no henka) - Chapitre 41 : Une interview du tonnerre (取材と落雷と, Shuzai to rakurai to) - Chapitre 42 : La force des professionnels (プロの底力, Puro no sokojikara) - Chapitre 43 : Temps écoulé (間に合わない, Maniawanai) - Chapitre 44 : Un rayon à travers l'obscurité (暗闇に差す光, Kurayami ni sasu hikari) - Chapitre 45 : Blue walls (BLUE WALLS) - Chapitre 46 : Aussi vite que possible ! (大至急！, Dai shikyū ！) - Chapitre 47 : La bataille des présentations ! (プレゼンバトル, Purezen batoru)                                                                                             |                    |                                                                           |                   |                   |
| 6 | 17 octobre 2019,   | 978-4-06-517168-4 (édition standard) 978-4-06-517169-1 (édition spéciale) | 15 juillet 2021   | 978-2-8116-6104-5 |
| EXTRA : Au Japon, l'édition limitée est comprise avec un livret spécial.Liste des chapitres : - Chapitre 48 : Courage et résolution (勇気と覚悟, Yūki to kakugo) - Chapitre 49 : Le décès de Fūka (秋月風夏の死, Akitsuki Fūka no shi) - Chapitre 50 : Que ressentiez-vous réellement ? (どんな気持ちで, Don'na kimochi de) - Chapitre 51 : Premier et dernier conseil (最初で最後の, Saisho de saigo no) - Chapitre 52 : Une scène impossible (描けない事情, Kakenai jijō) - Chapitre 53 : Les larmes et souvenirs de chacun (みんなの想いと涙, Min'na no omoi to namida) - Chapitre 54 : Sans prévenir (なんの前触れもなく, Nan no maebure mo naku) - Chapitre 55 : Le tout premier (はじめての, Hajimete no) - Chapitre 56 : Yukako Nanao (七尾友果子, Nanao Yukako) - Chapitre 57 : Mise au point et projet photo (弁明と写真集, Benmei to shashinshū)                                            |                    |                                                                           |                   |                   |
| 7 | 17 décembre 2019   | 978-4-06-517548-4                                                         | 22 septembre 2021 | 978-2-8116-6106-9 |
| Liste des chapitres : - Chapitre 58 : Un teppanyaki un peu particulier (鉄板焼きの変, Teppan'yaki no hen) - Chapitre 59 : Une expression nouvelle (見たことない表情, Mita koto nai hyōjō) - Chapitre 60 : Maillot de bain et coûts publicitaires (水着と宣伝費, Mizugi to sentenhi) - Chapitre 61 : Rendez-vous à Okinawa (沖縄デート, Okinawa dēto) - Chapitre 62 : Mise à nu (全裸○○, Zenra ○ ○) - Chapitre 63 : Un soir à Okinawa (沖縄、夜、二人きり, Okinawa, yoru, ni nin kiri) - Chapitre 64 : Un jour nouveau (一夜明けて, Ichiya akete) - Chapitre 65 : Un amour secret (秘密の恋, Himitsu no koi) - Chapitre 66 : Un coup de fil innatendu (意外な電話, Igaina denwa) - Chapitre 67 : Les incertitudes du classement (新連載の明暗, Shin rensai no meian) |                    |                                                                           |                   |                   |
| 8 | 17 mars 2020       | 978-4-06-518268-0                                                         | 3 novembre 2021   | 978-2-8116-6108-3 |
| Liste des chapitres : - Chapitre 68 : Le discours de Kasuga (春日先生の主張, Kasuga-sensei no shuchō) - Chapitre 69 : Batailler encore et encore (足掻いて足掻いて, Agaite agaite) - Chapitre 70 : Souvenirs du passé (春日先生の想い, Kasuga-sensei no omoi) - Chapitre 71 : Autour d'un macallan (マッカランを飲みながら, Makkaran o nominagara) - Chapitre 72 : Chemins respectifs (それぞれの道, Sorezore no michi) - Chapitre 73 : Le comité de production (アニメ製作委員会, Anime seisaku īnkai) - Chapitre 74 : Un réalisateur compétent ? (監督としての資格, Kantoku toshite no shikaku) - Chapitre 75 : Auditions (オーディション, Ōdishon) - Chapitre 76 : Un pari risqué (大博打！, Dai bakuchi ！) - Chapitre 77 : Une réunion des plus perverses (女社長からの課題, Jo shachō kara no kadai)                                                                                            |                    |                                                                           |                   |                   |
| 9 | 17 mai 2020        | 978-4-06-518857-6                                                         | 5 janvier 2022    | 978-2-8116-6110-6 |
| Liste des chapitres : - Chapitre 78 : Le coach vocal (ボイストレーナー, Boisu torēnā) - Chapitre 79 : Divergence d'opinion (双方の主張, Sōhō no shuchō) - Chapitre 80 : Animé vs original (アニメ側と原作側, Animegawa to gensakugawa) - Chapitre 81 : Le backup band ! (バックバンド！, Bakku bando ！) - Chapitre 82 : « Encore un peu ensemble » (「もっと一緒」, "Motto issho") - Chapitre 83 : 15 minutes à passer (15分の使い道, 15-bun no tsukaimichi) - Chapitre 84 : L'accent sur les doublages (方言アフレコ, Hōgen afureko) - Chapitre 85 : Soin de diffusion (放送日の夜, Hōsōbi no yoru) - Chapitre 86 : Retour critique (アニメの反響, Anime no hankyō) - Chapitre 87 : Dédicaces et histoires d'amour (サイン会と恋バナ, Sainkai to koi bana) |                    |                                                                           |                   |                   |
| 10 | 17 juillet 2020    | 978-4-06-520109-1                                                         | 9 mars 2022       | 978-2-8116-6797-9 |
| Liste des chapitres : - Chapitre 88 : Lendemain de déclaration (告白の翌日, Kokuhaku no yokujitsu) - Chapitre 89 : La divinité de l'amour (縁結びの神様, Enmusubi no kamisama) - Chapitre 90 : Peine de cœur à Shimane (島根、恋煩い, Shimane, koiwazurai) - Chapitre 91 : Réponse à Wakaba (若葉への返事, Wakaba e no henji) - Chapitre 92 : Détective Furutaka (名探偵ふるたん, Mei tantei furu tan) - Chapitre 93 : Live à Fukushima ! (ライブ in 福島！, Raibu in Fukushima!) - Chapitre 94 : Retour à l'« envoyeur » (勘違いの連鎖, Kanchigai no rensa) - Chapitre 95 : « Réclamation » (絵描きの気持ち, Ekaki no kimochi) - Chapitre 96 : Les français et l'auteur anonyme (覆面作家とフランス人, Fukumen sakka to furansujin) - Chapitre 97 : Un choix d'amateur (アマチュアの理由, Amachua no riyū)                                                                                           |                    |                                                                           |                   |                   |
| 11 | 16 octobre 2020    | 978-4-06-521016-1                                                         | 4 mai 2022        | 978-2-8116-6974-4 |
| Liste des chapitres : - Chapitre 98 : Le marché français (フランスのマンガ事情, Furansu no manga jijō) - Chapitre 99 : Soucis au restaurant de sushis (お寿司屋事変, O sushiya jihen) - Chapitre 100 : Mon dieu à moi (私の神様, Watashi no kamisama) - Chapitre 101 : Une nouvelle vie (新生活準備, Shin seikatsu junbi) - Chapitre 102 : Travail d'équipe (二人で頑張る, Ni-nin de ganbaru) - Chapitre 103 : La preuve du succès (成功の確証, Seikō no kakushō) - Chapitre 104 : Jeanne, l'héroïne (英雄ジャンヌ, Eiyū jannu) - Chapitre 105 : Douche froide au bain public (湯けむり探偵ふるたん, Yukemuri tantei furu tan) - Chapitre 106 : Une nouvelle ère (時代を創る, Jidai o tsukuru) - Chapitre 107 : L'auteur(e) de trop (いらない作家, Iranai sakka) |                    |                                                                           |                   |                   |
| 12 | 17 décembre 2020   | 978-4-06-521634-7                                                         | 13 juillet 2022   | 978-2-81-167066-5 |
| Liste des chapitres : - Chapitre 108 : Les attentes du métier (マンガ家はつらいよ, Mangaka wa tsuraiyo) - Chapitre 109 : Japan Expo (ジャパンエキスポ, Japan ekisupo) - Chapitre 110 : A l'attaque ! (戦う覚悟, Tatakau kakugo) - Chapitre 111 : Le meilleur du magazine (週マガNo.1, Shū maga No . 1) - Chapitre 112 : En bord de Seine (セーヌ川のほとりで, Sēnu gawa no hotori de) - Chapitre 113 : En amour comme à la guerre (恋の宣戦布告, Koi no sensen fukoku) - Chapitre 114 : La vie sans éditeur (担当がいなくても, Tantō ga inakute mo) - Chapitre 115 : Les décisions de chacun (それぞれの覚悟, Sorezore no kakugo) - Chapitre 116 : En tant que... (人として、作家として, Hito toshite , sakka toshite) - Chapitre 117 : Nouvelle génération (世代交代, Sedai kōtai) - Bonus : Re: Un mauvais parallèle (Ｒｅ:マイナスしかない異世界マンガ家, Ｒｅ: mainasu shika nai i sekai mangaka) |                    |                                                                           |                   |                   |
| 13 | 17 mars 2021       | 978-4-06-522654-4                                                         | 7 septembre 2022  | 978-2-81-167077-1 |
| Liste des chapitres : - Chapitre 118 : 命を懸ける (Inochi o kakeru) - Chapitre 119 : やっとここまで (Yatto koko made) - Chapitre 120 : 天才と限界 (Tensai to genkai) - Chapitre 121 : 時間がねェ (Jikan ganē) - Chapitre 122 : 私の理想 (Watashi no risō) - Chapitre 123 : ハッピーエンド (Happīendo) - Chapitre 124 : 決着 (Kecchaku) - Chapitre 125 : 剣埼組 (Kenzaki kumi) - Chapitre 126 : サヨナラと、 (Sayonara to,) - Chapitre 127 : 剣埼龍之介 (Kenzaki Ryūnosuke) |                    |                                                                           |                   |                   |

### Œuvres
Édition japonaise
Hitman
1. 1 2  (ja) « ヒットマン（１） », sur Kōdansha
2. 1 2  (ja) « ヒットマン（２） », sur Kōdansha
3. 1 2  (ja) « ヒットマン（３） », sur Kōdansha
4. 1 2  (ja) « ヒットマン（４） », sur Kōdansha
5. 1 2  (ja) « ヒットマン（５） », sur Kōdansha
6. 1 2  (ja) « ヒットマン（５）特装版 », sur Kōdansha
7. 1 2  (ja) « ヒットマン（６） », sur Kōdansha
8. 1 2  (ja) « ヒットマン（６）特装版 », sur Kōdansha
9. 1 2  (ja) « ヒットマン（７） », sur Kōdansha
10. 1 2  (ja) « ヒットマン（８） », sur Kōdansha
11. 1 2  (ja) « ヒットマン（９） », sur Kōdansha
12. 1 2  (ja) « ヒットマン（１０） », sur Kōdansha
13. 1 2  (ja) « ヒットマン（１１） », sur Kōdansha
14. 1 2  (ja) « ヒットマン（１２） », sur Kōdansha
15. 1 2  (ja) « ヒットマン（１３） », sur Kōdansha

Édition française
Hitman : Les Coulisses du manga
1. 1 2  « Hitman : Les Coulisses du manga T1 », sur Pika Édition
2. 1 2  « Hitman : Les Coulisses du manga T2 », sur Pika Édition
3. 1 2  « Hitman : Les Coulisses du manga T3 », sur Pika Édition
4. 1 2  « Hitman : Les Coulisses du manga T4 », sur Pika Édition
5. 1 2  « Hitman : Les Coulisses du manga T5 », sur Pika Édition
6. 1 2  « Hitman : Les Coulisses du manga T6 », sur Pika Édition
7. 1 2  « Hitman : Les Coulisses du manga T7 », sur Pika Édition
8. 1 2  « Hitman : Les Coulisses du manga T8 », sur Pika Édition
9. 1 2  « Hitman : Les Coulisses du manga T9 », sur Pika Édition
10. 1 2  « Hitman : Les Coulisses du manga T10 », sur Pika Édition
11. 1 2  « Hitman : Les Coulisses du manga T11 », sur Pika Édition
12. 1 2  « Hitman : Les Coulisses du manga T12 », sur Pika Édition
13. 1 2  « Hitman : Les Coulisses du manga T13 », sur Pika Édition